# Trial de Primavera
El Trial de Primavera va ser una prova de trial puntuable per als campionats de Catalunya i d'Espanya que es disputà anualment entre 1965 i 1985 a Catalunya, les primeres edicions de la qual discorrien per la falda del Tibidabo. La prova, organitzada per la Penya Motorista Barcelona, formava part del grup de trials més antics i prestigiosos del calendari català, juntament amb el Trial de Nadal i el Trial de Reis.
El Trial de Primavera devia el seu nom al fet de disputar-se cap al començament de la primavera, sovint al mes de març. Inicialment organitzat pels voltants de la serra de Collserola, al final de la dècada de 1960 canvià d'emplaçament i passà a disputar-se uns anys a Viladrau (Osona), fins que es tornà a reubicar i d'ençà de mitjan dècada de 1970 es disputà preferentment al Vallès Oriental, sovint a Llinars del Vallès i a Riells del Fai.

## Llista de guanyadors
| Edició | Any  | Data       | Lloc               | Comarca         | Guanyador         | Motocicleta | Resultats |
| ------ | ---- | ---------- | ------------------ | --------------- | ----------------- | ----------- | --------- |
| I      | 1965 | 14 de març | Tibidabo           | Barcelonès      | Manuel Marquès    | Bultaco     | [ 3 ]     |
| II     | 1966 | 6 de març  | Tibidabo           | Barcelonès      | Casimir Verdaguer | Bultaco     | [ 4 ]     |
| III    | 1967 | 12 de març | Tibidabo           | Barcelonès      | Casimir Verdaguer | Bultaco     | [ 5 ]     |
| IV     | 1968 | 24 de març | Tibidabo           | Barcelonès      | Pere Pi           | Montesa     | [ 6 ]     |
| V      | 1969 | 30 de març | Viladrau           | Osona           | ?                 | ?           | ?         |
| VI     | 1970 | 5 d'abril  | Viladrau           | Osona           | Randy Muñoz       | Bultaco     | [ 9 ]     |
| VII    | 1971 | 21 de març | Viladrau           | Osona           | Ignasi Bultó      | Bultaco     | [ 11 ]    |
| VIII   | 1972 | 19 de març | Viladrau           | Osona           | Randy Muñoz       | Bultaco     | [ 12 ]    |
| IX     | 1973 | 25 de març | Llinars del Vallès | Vallès Oriental | Ignasi Bultó      | Bultaco     | [ 13 ]    |
| X      | 1974 | 24 de març | Llinars del Vallès | Vallès Oriental | Randy Muñoz       | OSSA        | [ 14 ]    |
| XI     | 1975 | 6 d'abril  | Llinars del Vallès | Vallès Oriental | Manuel Soler      | Bultaco     | [ 15 ]    |
| XII    | 1976 | 28 de març | Collbató           | Baix Llobregat  | Manuel Soler      | Bultaco     | [ 16 ]    |
| XIII   | 1977 | 17 d'abril | Riells del Fai     | Vallès Oriental | Josep Cabané      | Bultaco     | [ 17 ]    |
| XIV    | 1978 | 2 d'abril  | Riells del Fai     | Vallès Oriental | Gaspar Batlle     | Montesa     | [ 18 ]    |
| XV     | 1979 | 1 d'abril  | Riells del Fai     | Vallès Oriental | Manuel Soler      | Bultaco     | [ 19 ]    |
| XVI    | 1980 | 19 de març | Roses              | Alt Empordà     | Xavier Solà       | ?           | [ 20 ]    |
| XVII   | 1981 | 5 d'abril  | Riells del Fai     | Vallès Oriental | Toni Gorgot       | OSSA        | [ 21 ]    |
| XVIII  | 1982 | 7 de març  | ?                  | ?               | ?                 | ?           | ?         |
| XIX    | 1983 | ?          | ?                  | ?               | ?                 | ?           | ?         |
| XX     | 1984 | 6 de maig  | ?                  | ?               | ?                 | ?           | ?         |
| XXI    | 1985 | 3 de març  | Palautordera       | Vallès Oriental | Gabino Renales    | Mecatecno   | [ 23 ]    |